# Dreamers (bài hát của Rizzle Kicks)
"Dreamers" là đĩa đơn thứ sáu của Stereo Typical, album phòng thu đầu tay của bộ đôi hip hop đến từ Anh Rizzle Kicks. Đĩa đơn được ra mắt tại Anh vào ngày 3 tháng 8 năm 2012. Nó được sản xuất bởi Ant Whiting. Bài hát lấy một đoạn mẫu từ đĩa đơn năm 1968 của ban nhạc Nirvana mang tên Rainbow Chaser. Video âm nhạc của bài hát được đăng tải lên YouTube vào ngày 25 tháng 7 năm 2012, với độ dài 4 phút 42 giây. Nó do Toby Lockerbie đạo diễn và quay phim.  Video chiếu cảnh hai ca sĩ mở tiệc trên một hoang đảo với một nhóm bạn.
Một bản "Epic Remix" của bài hát được phát hành trong bộ đĩa đơn. Nó bao gồm thêm lời hát của Pharoahe Monch, Hines (cựu cố vấn rap của Rizzle Kicks), Professor Green, Ed Sheeran, Foreign Beggars, Dr. Syntax và Chali 2na. Bản remix này lần đầu được ra mắt qua SoundCloud vào ngày 1 tháng 8 năm 2012.

## Danh sách track
| Đĩa đơn CD quảng bá | Đĩa đơn CD quảng bá                 | Đĩa đơn CD quảng bá |
| STT                 | Nhan đề                             | Thời lượng          |
| ------------------- | ----------------------------------- | ------------------- |
| 1.                  | "Dreamers" (Moto Blanco radio edit) | 3:33                |

| Tải kĩ thuật số | Tải kĩ thuật số | Tải kĩ thuật số |
| STT             | Nhan đề | Thời lượng      |
| --------------- | --- | --------------- |
| 1.              | "Dreamers" | 4:38            |
| 2.              | "Epic Dreamers' Remix" (hợp tác với Pharoahe Monch, Hines, Professor Green, Ed Sheeran, Foreign Beggars và Chali 2na) | 5:43            |

| Tải kĩ thuật số - EP | Tải kĩ thuật số - EP                                                                                                  | Tải kĩ thuật số - EP |
| STT                  | Nhan đề | Thời lượng           |
| -------------------- | --- | -------------------- |
| 1.                   | "Epic Dreamers' Remix" (hợp tác với Pharoahe Monch, Hines, Professor Green, Ed Sheeran, Foreign Beggars và Chali 2na) | 5:43                 |
| 2.                   | "Dreamers" (bản nhạc khí)                                                                                             | 4:38                 |
| 3.                   | "Dreamers" (bản acapella)                                                                                             | 4:15                 |
| 4.                   | "Dreamers" (Moto Blanco radio edit)                                                                                   | 3:33                 |

## Charts
| Bảng xếp hạng (2012)                | Vị trí cao nhất |
| ----------------------------------- | --------------- |
| UK Singles (Official Charts Company | 105             |
| Anh Quốc R&B (OCC)                  | 18              |

## Lịch sử phát hành
| Quốc gia | Ngày phát hành     | Định dạng                  | Hãng đĩa                 |
| -------- | ------------------ | -------------------------- | ------------------------ |
| Anh Quốc | 3 tháng 8 năm 2012 | Tải kĩ thuật số Đĩa đơn CD | Universal Island Records |